# Bahnhof Montpellier-Saint-Roch
Der Bahnhof Montpellier-Saint-Roch (Französisch: Gare de Montpellier-Saint-Roch) ist der wichtigste Bahnhof der südfranzösischen Stadt Montpellier. Er ist ein Verkehrsknotenpunkt in der Region Okzitanien und Halt sowie Endpunkt diverser TGV-Linien.

## Geschichte
Im Januar 1839 wurde der erste Bahnhof der Stadt eröffnet. Er bildete den Endpunkt der Strecke aus Sète. Dieser Bahnhof befand sich rund 300 Meter westlich des heutigen Bahnhofs. 1845 erreichte die Linie aus Nîmes Montpellier und deren Bahnhof wurde nach Entwürfen von Charles Didion nahe der Place de la Comédie erstellt, trotz langer Diskussionen wegen der Streckenführung. So mussten z. B. zwei Brücken erbaut werden. 1852 wurden die beiden Bahnhöfe im Zuge der Streckenplanung Bordeaux–Marseille zusammengelegt. Der Bahnhof der Linie aus Sète wurde ein Lokomotiv- und Warendepot, welches erst 1950 geschlossen wurde. Alle Zugverbindungen von und nach Montpellier wurden nun am Bahnhof der Nîmes-Linie abgefertigt. Darum gilt 1845 auch für das Eröffnungsjahr des heutigen Bahnhofs Montpellier.
Nach dem Zweiten Weltkrieg wurde mit der Elektrifizierung begonnen, zudem wurden ein Busbahnhof und ein Parkhaus errichtet. Am 28. August 1973 verließ der letzte mit Dampf geführte Zug den Bahnhof. 1977 wurde ein neuer Busbahnhof oberhalb der Gleise eröffnet, welcher 2000 an einen anderen Ort verlegt wurde und durch ein Parkhaus für Kurzzeitparker ersetzt wurde – das alte Parkhaus wurde im Zuge der Bauarbeiten für die Straßenbahn abgebrochen.

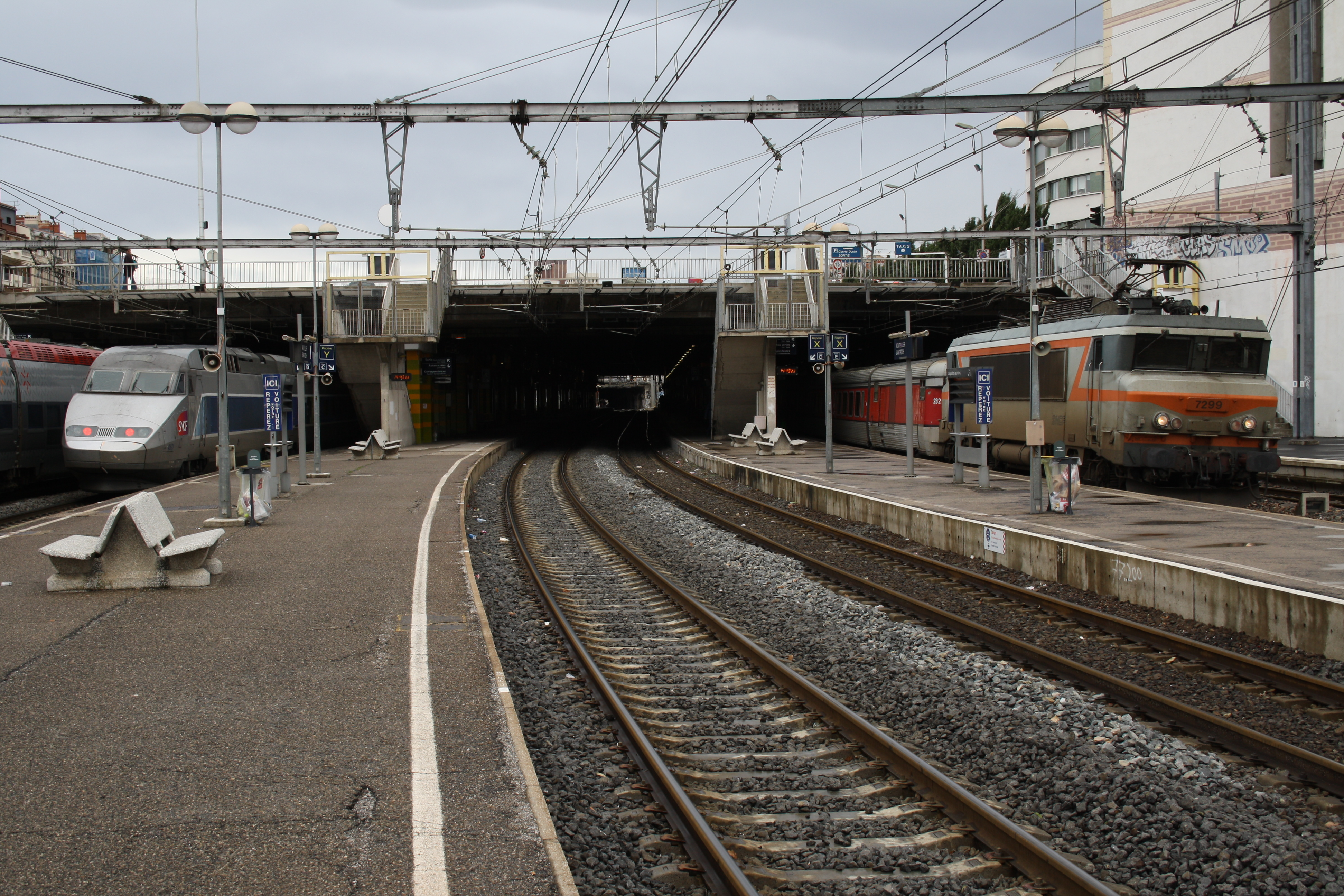
Gedeckelte Bahnsteige mit TGV Réseau und Talgo III RD, 2009

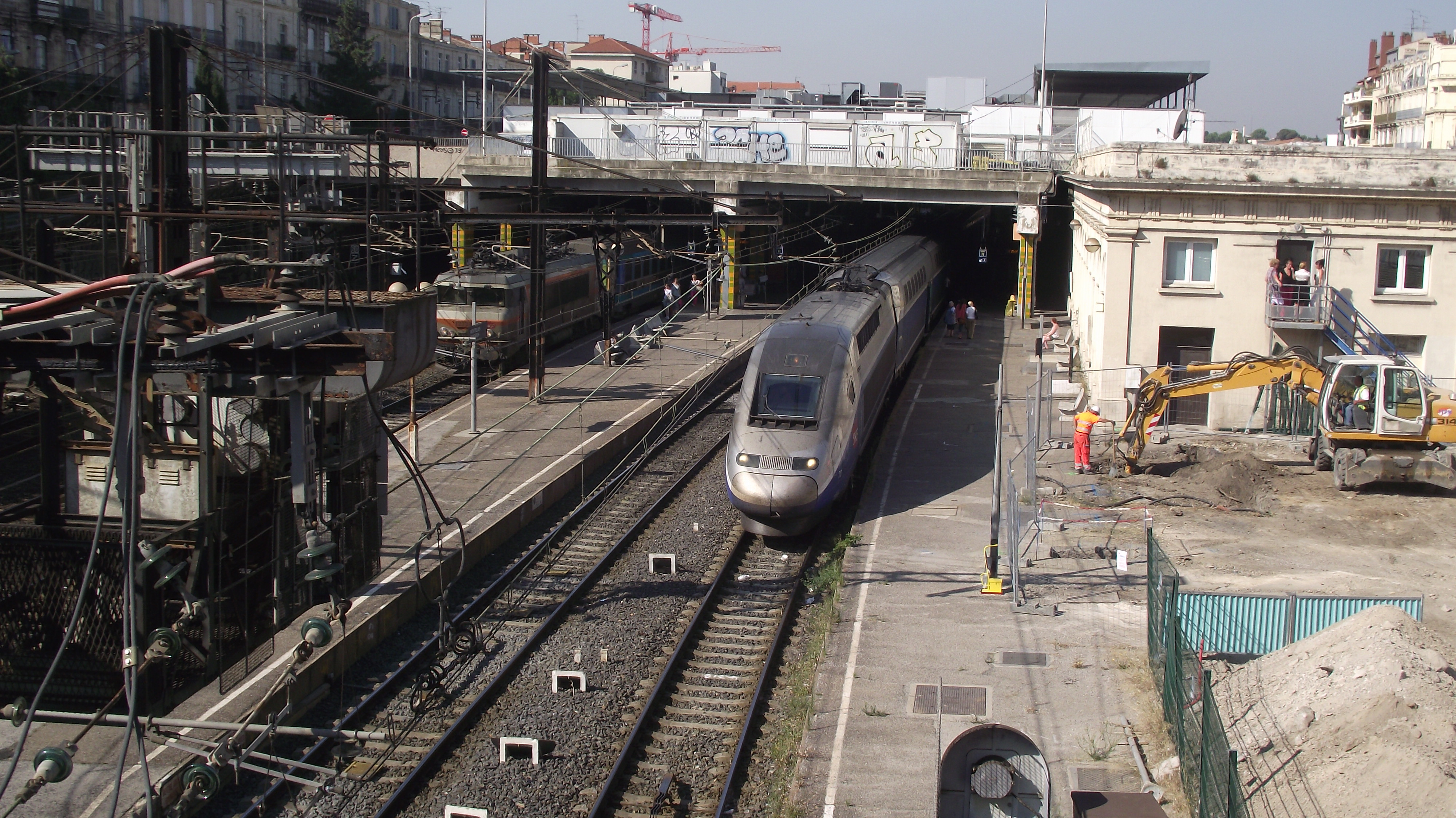
Überdachung von Norden mit TGV Duplex, 2012

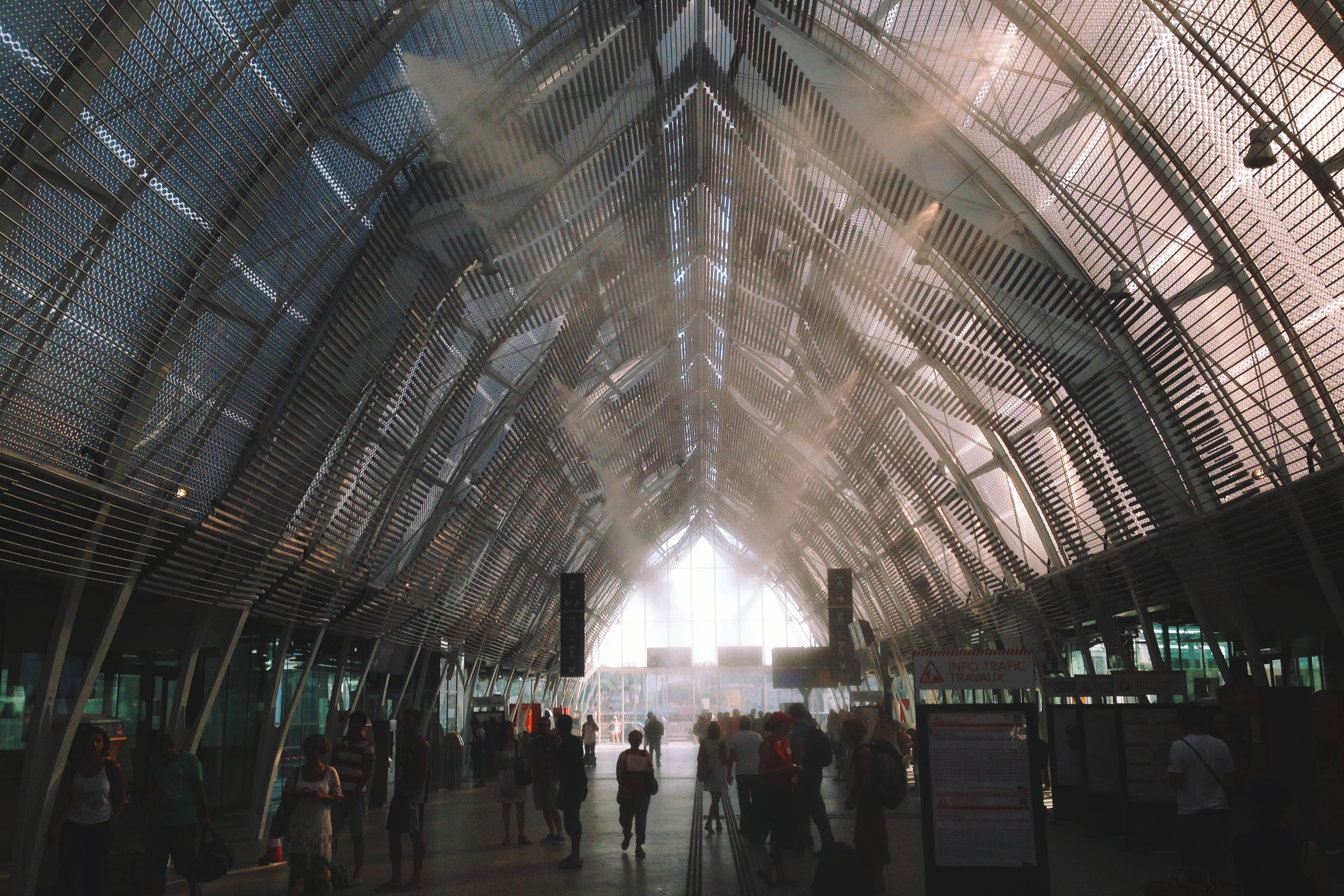
Das Innere der neuen Halle

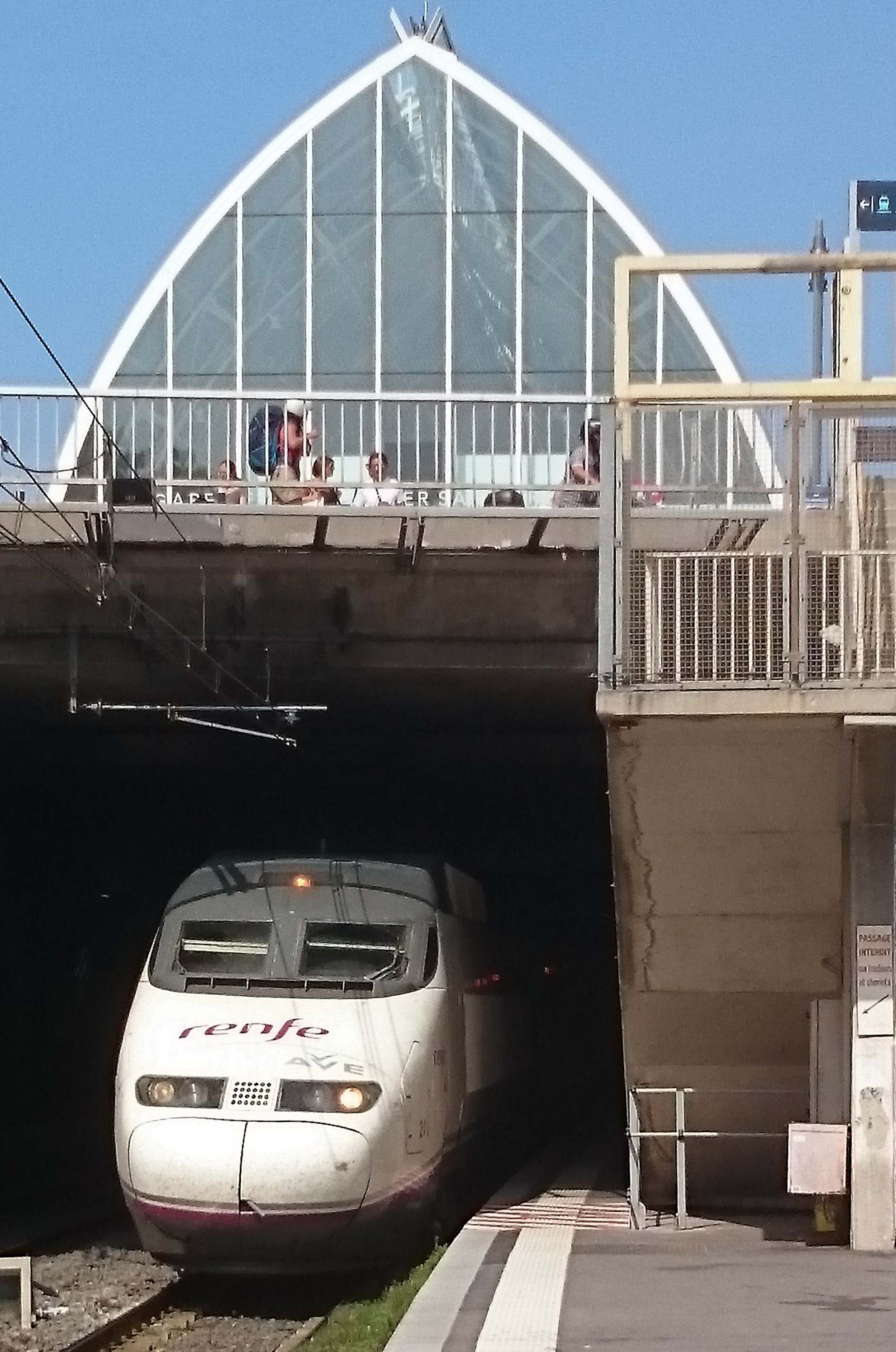
Spanischer AVE-Triebzug unter der neuen Halle

In den 1980er Jahren wurde Montpellier ans TGV-Netz angebunden. Für diesen Meilenstein wurde der Bahnhof von Grund auf neu aufgebaut und erhielt seine heutige Form. Er wurde am 21. Mai 1982 nach neunmonatiger verkehrsloser Zeit vom Bürgermeister Georges Frêche feierlich eingeweiht. 1983 verkehrte der erste TGV nach Paris-Gare de Lyon. Die Reisezeit betrug 4 Stunden und 30 Minuten, heute sind es nunmehr 3 Stunden und 20 Minuten.
Seit den 2000er-Jahren wurde der Bahnhof unter dem Projektnamen „Noveau Saint-Roch“ Umbaumaßnahmen unterzogen. Die Fassade wurde verlängert und über den Gleisen eine ca. 200 Meter lange Schalterhalle aus Metall und Glas errichtet, die im Dezember 2014 eingeweiht wurde. Auf dem Gelände des ehemaligen Güterbahnhofs entstand das Wohnquartier „Noveau Saint-Roch“. Durch die Transports de l’agglomération de Montpellier (TaM) erhielt der Bahnhof im Juli 2000 einen Straßenbahnanschluss.
Bis 2005 trug der Bahnhof nur den Namen Montpellier. Der Namenszusatz „Saint-Roch“ erinnert an Rochus von Montpellier, der 1295 in der Stadt geboren wurde und 1327 dort verstarb. Nach ihm ist das angrenzende Innenstadtquartier benannt. Der Name ist offiziell, auch auf Tickets wird er vollständig angezeigt, und die TaM verwendet auf ihren Netzplänen ebenfalls die Bezeichnung Gare Saint-Roch. Nach Rochus sind auch diverse andere Einrichtungen der Stadt, u. a. eine Kirche und ein Krankenhaus, benannt.
Seit der Eröffnung des neuen Gare de Montpellier-Sud-de-France an der Umfahrung von Nîmes und Montpellier im Jahr 2018 wurden einige Abfahrten im Fernverkehr dorthin verlegt, jedoch bedient nach wie vor die Mehrzahl der Fernzüge den innenstadtnahen Bahnhof Saint-Roch. Mit Inbetriebnahme der geplanten Neubaustrecke Montpellier–Perpignan ist in Zukunft zu erwarten, dass weitere Fernverkehrslinien an den neuen Bahnhof verlegt werden.

## Architektur
Als Architekt des ursprünglichen Bahnhofs zeigte sich Charles Didion verantwortlich. Im Zuge des TGV-Baus wurde der größte Teil zwar neu aufgebaut, die Fassade wegen ihrer Einzigartigkeit aber behalten. Der Bahnhof ist teilweise überbaut und verfügt über 6 Gleise, welche mit den Buchstaben von A bis F gekennzeichnet sind. Es existieren zwei Seiten- und zwei Mittelbahnsteige. Das Empfangsgebäude ist gen Norden gerichtet. Von der Place de la Comédie verläuft die Rue Maguelone zum Bahnhof. An der Ostseite des Bahnhofes beginnt das Neubauviertel Antigone. Die Gleise in Richtung Nîmes verlassen den Bahnhof nordwärts, während diejenigen nach Sète südwärts verlaufen.

## Verkehr

### Eisenbahnverkehr
Der Hochgeschwindigkeitszug TGV verkehrt von Montpellier nach Lyon und weiter nach Paris Gare de Lyon und zu weiteren Zielen in Frankreich. Montpellier-Saint-Roch ist seit Dezember 2013 auch Halt der spanischen AVE-Hochgeschwindigkeitszüge von Barcelona nach Lyon sowie von Madrid nach Marseille sowie der TGV-Doppelstockzüge von Barcelona nach Paris. Schnellzüge mit Corail-Wagen verkehren auf der Relation Bordeaux-Saint-Jean–Toulouse-Matabiau–Montpellier-Saint-Roch–Marseille-Saint-Charles.
Der TER Languedoc-Roussillon verbindet Montpellier-Saint-Roch mit diversen Orten und Städten in der Provinz.

### Öffentlicher Stadtverkehr
Bis Juli 2000 befand sich über den „gedeckelten“ Bahnsteigen der Busbahnhof für Vorortbusse. Wegen Bauarbeiten für die Straßenbahn wurde er jedoch zur Pont de la Sète verlegt. Die TaM bedient den Bahnhof seit Juli 2000 mit einer, seit Dezember 2006 mit zwei und seit April 2012 mit vier Straßenbahnlinien.